# Rhaphiderus bilobatus
Rhaphiderus bilobatus är en insektsart som beskrevs av Ludwig Redtenbacher 1908. Rhaphiderus bilobatus ingår i släktet Rhaphiderus och familjen Phasmatidae. Inga underarter finns listade i Catalogue of Life.